# Första anglo-mysoreanska kriget
Första anglo-mysoreanska kriget utkämpades mellan Haider Ali av Mysore och nizam av Hyderabad å ena sidan och Brittiska Ostindiska Kompaniet å den andra sidan. Sedan Tippo Sahib, son till Haider Ali, begett sig till Hyderabad för att förhandla med nizam, bytte den sistnämnde sida och svek en nyligen ingången allians med britterna. 
I augusti 1767 strömmade de förenade styrkorna ner från bergen mot Koromandelkusten, där de brittiska posteringarna angreps. Britterna slog dock tillbaka anfallet mot Madras varefter man ryckte norrut och gick till motattack mot staden Hyderabad. Detta fick till följd att nizam svek Haider Ali och slöt fred med britterna. Den 2 maj 1768 intogs Mangalore av Tippo Sahib sedan den brittiska garnisonen skrämts bort medelst en krigslist.
Krigets sista år präglades av brittiska plundringsexpeditioner långt in på mysoreanskt territorium, samtidigt som de mysoreanska trupperna koncentrerade sig på att störa de brittiska försörjningslinjerna. Haider Ali lyckades genom denna gerillataktik nå ett taktiskt överläge, men den fred som slöts i Madras 2 april 1769 innebar status quo, utbyte av krigsfångar och ömsesidig försvarsallians.